# Franz Beckenbauer-kupa
A Franz Beckenbauer-kupa egy barátságos torna, melyet a müncheni Allianz Arenában rendeztek meg Franz Beckenbauer tiszteletére. 2007 és 2010 között 3 alkalommal rendezték meg ezt a meghívásos tornát. A házigazda FC Bayern München egyszer sem tudott nyerni. 

## Franz Beckenbauer
Franz Beckenbauer ekkor az FC Bayern München elnöke, kit 1994-től 2010-ig tartó elnöki posztja után a csapat "Tiszteletbeli Elnök" címmel illették, és nevét viselő tornákkal tisztelegtek a Császár előtt. 

## Rendezvények
Háromszor került megrendezésre a torna, minden alkalommal más-más győztest avattak. Színhelye az Allianz Arena.
2009-ben a négycsapatos Audi-kupa megrendezése miatt maradt el. 2011-ben szintén ez volt elmaradásának oka. Azóta többször nem került megrendezésre. 2013-ban a mintájára rendezték meg az Uli Hoeneß-kupát. 
| Év   | Időpont       | Győztes        | Második           | Eredmény          |
| ---- | ------------- | -------------- | ----------------- | ----------------- |
| 2007 | augusztus 15. | FC Barcelona   | FC Bayern München | 1–0 (Messi 85')   |
| 2008 | augusztus 5.  | Internazionale | FC Bayern München | 1–0 (Mancini 52') |
| 2010 | augusztus 13. | Real Madrid    | FC Bayern München | 0–0 (4–2 ti.)     |